# Behaarde granaatoogvlokreeft
De behaarde granaatoogvlokreeft (Echinogammarus trichiatus) is een vlokreeftensoort uit de familie van de Gammaridae. De wetenschappelijke naam van de soort is voor het eerst geldig gepubliceerd in 1932 door Martynov.